# 丁夫人
丁夫人（ていふじん、生没年不詳）は、中国後漢末期の人物。曹操の妻。曹昂の育て親。族母は曹嵩（曹操の父）の正室の太皇后丁氏。

## 概要
曹操の正室。側室劉夫人が亡くなった後、子供に恵まれなかったため劉夫人の遺児である曹昂を大変可愛がり、曹操の跡継ぎとして育てた。しかし、宛城で曹操が張繡から奇襲を受けた際、曹昂は曹操が無事に逃げることの出来るよう助力したため、戦死した。
そのため丁夫人は悲嘆に暮れるようになり、事あるごとに「私の子を殺しておきながら、平気な顔をしているとは」と曹操に言っては、節度もなく号泣した。曹操はこのような態度を不快に思っていたが、丁夫人を愛していたため、里に帰して丁夫人の気持ちが収まるのを待った。しばらくして曹操は丁夫人の家まで行き、謝して宥め、共に帰るように促した。しかし丁夫人がこれを拒んだため、二人はそのまま離縁することとなった。
その後、曹操の側室だった卞氏が正室になったが、卞氏は時候の挨拶を欠かさず、丁夫人に贈り物をしたり、曹操不在の時には家へ招き入れたりした。以前、丁夫人は身分の卑しい卞氏に辛くあたっていたにもかかわらず、卞氏が自分の世話をしてくれる様子に感謝したという。
後年に逝去して、許県の南部に葬られた。曹操は臨終間際に「もし霊魂というものがあって、子脩（曹昂）に『私の母はどこにいますか』と尋ねられたなら、余は何と答えたらよいのであろうか?」と語ったといわれる。